# Communauté de communes de Void
La communauté de communes de Void (anciennement « communauté de communes du canton de Void ») est une ancienne communauté de communes située dans le département de la Meuse, en région Grand Est. Elle faisait partie du pays du Haut Val de Meuse.
La communauté, dont le siège social est à Void-Vacon, a été créée le 1er janvier 2004.
Elle est dissoute le 31 décembre 2016 pour former la communauté de communes de Commercy - Void - Vaucouleurs avec la communauté de communes du Val des Couleurs et la communauté de communes du Pays de Commercy.

## Histoire
La communauté de communes rassemblait à sa création 23 communes, 18 du canton de Void-Vacon et 5 du canton de Commercy, représentant 6 280 habitants.
Le 1er janvier 2014, la commune de Willeroncourt rejoint la Codecom, portant celle-ci à 24 communes et 6 403 habitants, selon les données de 2011.

## Composition
La communauté de communes regroupe 24 communes :
| Nom                       | Code Insee | Gentilé      | Superficie (km2) | Population (dernière pop. légale) | Densité (hab./km2) |
| ------------------------- | ---------- | ------------ | ---------------- | --------------------------------- | ------------------ |
| Void-Vacon (siège)        | 55573      | Vidusiens    | 35,58            | 1 646 (2014)                      | 46                 |
| Bovée-sur-Barboure        | 55066      | Bovéens      | 13,37            | 157 (2014)                        | 12                 |
| Boviolles                 | 55067      |              | 8,13             | 99 (2014)                         | 12                 |
| Broussey-en-Blois         | 55084      |              | 11,04            | 56 (2014)                         | 5,1                |
| Cousances-lès-Triconville | 55518      |              | 18,27            | 144 (2014)                        | 7,9                |
| Dagonville                | 55141      | Dagonvillois | 13,01            | 82 (2014)                         | 6,3                |
| Erneville-aux-Bois        | 55179      | Ernevillois  | 28,05            | 169 (2014)                        | 6                  |
| Laneuville-au-Rupt        | 55278      |              | 13,23            | 196 (2014)                        | 15                 |
| Marson-sur-Barboure       | 55322      |              | 5,90             | 50 (2014)                         | 8,5                |
| Méligny-le-Grand          | 55330      |              | 11,52            | 104 (2014)                        | 9                  |
| Méligny-le-Petit          | 55331      | Biquis       | 8,39             | 86 (2014)                         | 10                 |
| Ménil-la-Horgne           | 55334      |              | 16,56            | 176 (2014)                        | 11                 |
| Naives-en-Blois           | 55368      |              | 15,70            | 166 (2014)                        | 11                 |
| Nançois-le-Grand          | 55371      |              | 9,25             | 72 (2014)                         | 7,8                |
| Ourches-sur-Meuse         | 55396      | Orcadiens    | 10,35            | 206 (2014)                        | 20                 |
| Pagny-sur-Meuse           | 55398      | Pagnotins    | 18,81            | 1 031 (2014)                      | 55                 |
| Reffroy                   | 55421      | Reffroyens   | 9,41             | 67 (2014)                         | 7,1                |
| Saint-Aubin-sur-Aire      | 55454      |              | 14,17            | 171 (2014)                        | 12                 |
| Saulvaux                  | 55472      |              | 22,42            | 115 (2014)                        | 5,1                |
| Sauvoy                    | 55475      |              | 7,82             | 64 (2014)                         | 8,2                |
| Sorcy-Saint-Martin        | 55496      |              | 21,72            | 1 079 (2014)                      | 50                 |
| Troussey                  | 55520      |              | 17,23            | 433 (2014)                        | 25                 |
| Villeroy-sur-Méholle      | 55559      |              | 6,47             | 33 (2014)                         | 5,1                |
| Willeroncourt             | 55581      |              | 7,89             | 109 (2014)                        | 14                 |

## Administration
Depuis 2014, le conseil communautaire est composé de 44 délégués, dont 4 vice-présidents.

### Présidents
| Période      | Période  | Identité         | Étiquette   | Qualité                        |
| ------------ | -------- | ---------------- | ----------- | ------------------------------ |
| janvier 2004 | En cours | Francis Leclerc, | Indépendant | Maire de Reffroy (depuis 2001) |

## Démographie
| 1999  | 2011  | 2013  |
| ----- | ----- | ----- |
| 6 270 | 6 280 | 6 488 |